# 河村瑞賢
河村 瑞賢（かわむら ずいけん、元和4年2月15日〈1618年3月11日〉 - 元禄12年6月16日〈1699年7月12日〉）は、江戸時代初期の豪商。政商として全国各地の航路開拓や治水工事を指揮し、晩年には武士身分を得た。幼名は七兵衛、通称は平太夫、諱は義通。

## 来歴

### 生い立ち
伊勢国度会郡東宮村（とうぐうむら、現在の三重県度会郡南伊勢町）の貧農に生まれるが、『評伝 河村瑞賢』（博文館）によれば先祖は村上源氏で、北畠氏の家来筋であると自称していた。13歳の時に江戸に出たという。彼はかなりの野心家で江戸に出て奉公勤めしている折、川岸にお盆の供え物の野菜が川に流されているのを見つけそれを乞食に拾わせ樽に塩漬けにしたものを売って金をため込んだという逸話が残っている。また九十九里浜東端の飯岡で江戸幕府（桑名藩）の土木工事（椿海の干拓／新川の開削工事など）に携わり徐々に資産を増やすと、材木屋を営むようになり明暦3年（1657年）、明暦の大火の際には木曽福島の材木を買い占め、土木・建築を請け負うことで莫大な利益を得た。寛文年間に老中で相模国小田原藩主・稲葉正則と接触、幕府の公共事業に関わっていく。

### 航路開拓
それまで幕府代官所などが管轄する年貢米を奥州から江戸へ輸送する廻米には、本州沿いの海運を利用し、危険な犬吠埼沖通過を避け、利根川河口の銚子で川船に積み換えて江戸へ運ぶ内川江戸廻りの航路が使われていた。幕命により瑞賢は、飯岡時代の教訓から、寛文11年（1671年）に阿武隈川河口の荒浜から本州沿いに南下、房総半島を迂回し伊豆半島の下田へ入り、西南風を待って江戸に廻米し、新たな航路である外海江戸廻りの東廻り航路を開いた。さらに翌年には、奥羽山脈を隔てた最上川の水運を利用し、河口の酒田で海船に積み換えて日本海沿岸から瀬戸内海を廻り、紀伊半島を迂回して伊豆半島の下田に至り、西南風を待って江戸に廻米し、西廻海運を確立した。また、途中の寄港地を定めて入港税免除や水先案内船の設置も行うことで海運の発展に尽力した。

### 治水工事

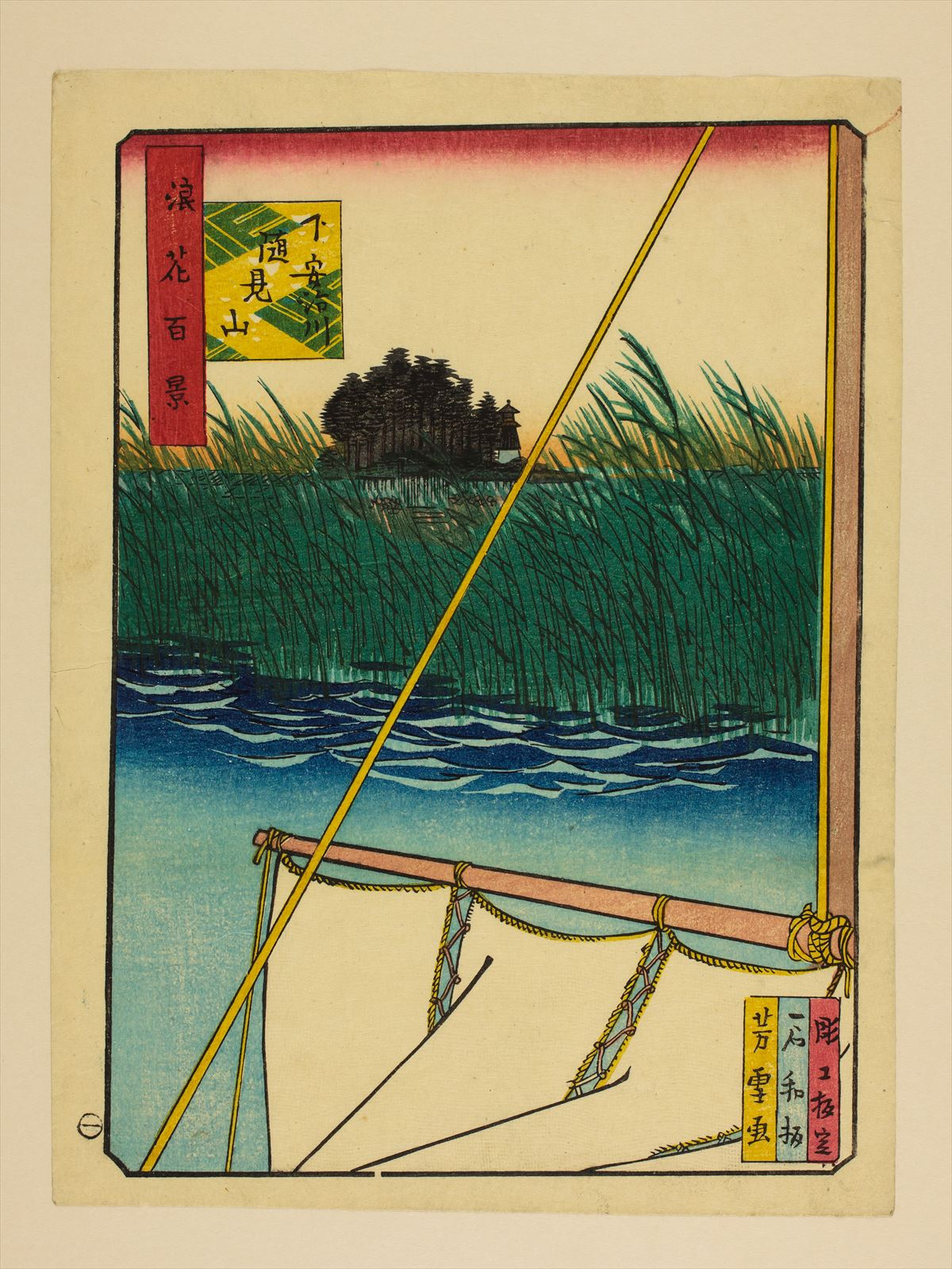
波除山 - 下安治川随見山（浪花百景）

航路開拓と同じ頃、河口付近の港では上流から流入する土砂によりしばしば港が閉塞する問題がおきていたが、瑞賢は新川の開削工事の経験もあり、上流の治山と下流の治水を一体的に整備すべきとの認識を得ていたといわれる。
延宝2年（1674年）に淀川で大洪水が発生。天和3年（1683年）に若年寄稲葉正休が淀川の視察に訪れた際に瑞賢が案内役を務め、瑞賢の治水の考えは徐々に幕府上層部に影響を与えるようになった。そして、貞享元年（1684年）から同4年（1688年）までの第1期、元禄11年（1698年）から12年（1699年）までの第2期にわたり、大坂市街が位置する淀川下流の治水工事を任されることとなる。第1期では九条島切開による安治川の開削、大川・堂島川・曽根崎川の拡幅など、第2期では堀江川の開削、十三間堀川の開削、難波島切開による木津川の直線化などが実施され、河岸では新地開発も同時に行われた。安治川の開削で出た土砂によって安治川入港の目印となる波除山が築かれ、一名を瑞賢山と称した。
ほかにも全国各地で治水・灌漑・鉱山採掘・築港・開墾などの事業を実施。その功により晩年には旗本に加えられた。その活躍は新井白石の『奥羽海運記』や『畿内治河記』に詳しく、｢天下に並ぶ者がない富商｣と賞賛されていた。

### 晩年

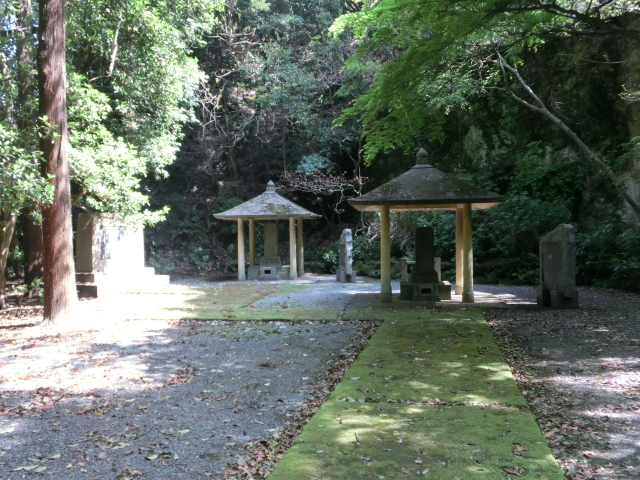
瑞賢の墓

瑞賢は霊岸島に居を構え同郷の松尾芭蕉とも交流があった。またこの間に、霊岸島に新たな川を開削している。この際に使われた測量の方法などは瑞賢が得た知識と数学的才能によるものだと、長内國俊は指摘している。元禄12年（1699年）、82歳で死去。
明治44年（1911年）、正五位を追贈された。
平成2年（1990年）、南島町（現：南伊勢町）はふるさと創生事業の一環として河村瑞賢公園を整備し、瑞賢の銅像を建てた。
建長寺には瑞賢の墓がある。

## 河村瑞賢を扱った作品
小説
- 伊東潤 『江戸を造った男』（朝日新聞出版、2016年）